# 别廖佐沃 (汉特-曼西自治区)
别廖佐沃（羅馬化：Beryozovo）是俄罗斯汉特-曼西自治区的市级镇，为该自治区别廖佐沃区行政中心及人口第二多的聚居地。地处汉特-曼西自治区西北部，位于鄂毕河流域北索西瓦河畔，在自治区首府汉特-曼西斯克西北方，所在区人口最多的聚居地伊格里姆则位于该镇西南方。镇南部设有同名机场。
该地2022年人口有6,643人；2010年人口7,287；2002年人口7,085；1989年人口7,573。